# Dwight M. Sabin
Dwight M. Sabin (LaSalle megye vagy Manlius, 1843. április 25. – Chicago, 1902. december 22.) az Amerikai Egyesült Államok szenátora (Minnesota, 1883–1889).